# Resolució 1642 del Consell de Seguretat de les Nacions Unides
La Resolució 1642 del Consell de Seguretat de les Nacions Unides fou adoptada per unanimitat el 14 de desembre de 2005. Després de reafirmar totes les resolucions sobre el conflicte de Xipre, en particular la Resolució 1251 (1999), el Consell va prorrogar el mandat de la Força de les Nacions Unides pel Manteniment de la Pau a Xipre (UNFICYP) per un període addicional fins al 15 de juny de 2006.

## Observacions
El Consell de Seguretat va demanar a Xipre i Xipre del Nord que abordessin amb urgència la qüestió humanitària de les persones desaparegudes. Va donar la benvinguda a l'avaluació del Secretari General Kofi Annan que la violència a l'illa era improbable i que s'havien produït esforços en el desminatge. Referint-se als exercicis militars, es va instar a ambdues parts a abstenir-se d'accions que augmentessin la tensió i el Consell lamentava que s'hagués retardat una solució política. També li preocupaven les diferències en l'activitat de construcció relacionades amb un punt de pas addicional al carrer Ledra.
La resolució va acollir amb satisfacció la revisió de les operacions de la UNFICYP dutes a terme pel secretari general, el fet que havien tingut lloc més de nou milions de creuaments de grecoxipriotes i turcoxipriotes, i les contribucions de Grècia i Xipre a l'operació de manteniment de la pau.

## Actes
En l'extensió del mandat de la UNFICYP, la resolució va demanar al Secretari General que informés al Consell sobre l'aplicació de la resolució vigent i que recolzés encara més els esforços de la UNFICYP per implementar la política d'explotació sexual. Va instar a la part turcoxipriota a restaurar el statu quo militar a Strovilia abans del 30 de juny del 2000.